# Fé nas Maluca
"Fé nas Maluca" é uma canção da cantora brasileira Iza que conta com a participação especial da cantora e compositora MC Carol. Foi lançado no dia 27 de julho de 2023 pela gravadora Warner Music como primeiro single para o seu segundo álbum de estudio, Afrodhit (2023). O videoclipe foi postado no site Youtube no dia seguinte dia. A canção foi composta pela própria cantora e Carol, junto a André Nine, Carolzinha, Douglas Moda, Jenni Mosello, King e Nox.
A música foi indicada ao Grammy Latino de 2024 na categoria Melhor Interpretação Urbana em Língua Portuguesa.

## Composição
A música foi composta pela própria cantora em parceria com MC Carol e outros colaboradores que também trabalharam no Afrodhit. De acordo com Iza, a faixa fala sobre mulheres que sofreram uma decepção amorosa e precisam ser sóbrias para seguir em frente, mas na verdade tudo o que querem é se vingar. “Ela é uma mistura de irmandade e amizade. Quero que as mulheres assumam esse sentimento louco de não disfarçar a dor, de não precisar ser politicamente correta e abraçar a sua verdade”, refletiu a cantora em comunicado enviado à imprensa.

## Vídeo Musical
A gravação, feita na Tribe Pedreira, em Pirapora do Bom Jesus, tem uma trama fantástica: conta a história de uma "Mulher da Pedra" desenterrada por um garimpeiro, capaz de gerar pedras preciosas em seu corpo - das unhas às lágrimas. Interpretada por Iza, a mulher é explorada pelo homem que a achou (o ator Fábio Lago) num relacionamento tóxico, até que decide se vingar, com a ajuda de MC Carol e uma picareta do garimpo. O videoclipe foi lançado no dia seguinte, em 28 de julho.

## Histórico de lançamento
| País  | Data                | Formato(s)        | Gravadora    |
| ----- | ------------------- | ----------------- | ------------ |
| Mundo | 27 de julho de 2023 | Streaming airplay | Warner Music |

## Prêmios e indicações
| Ano  | Prêmio                                     | Categoria                                        | Indicação     | Resultado | Ref.   |
| ---- | ------------------------------------------ | ------------------------------------------------ | ------------- | --------- | ------ |
| 2023 | Prêmio Multishow de Música Brasileira 2023 | Pop do Ano                                       | Fé nas Maluca | Venceu    | [ 6 ]  |
| 2023 | Prêmio Multishow de Música Brasileira 2023 | Clipe TVZ do Ano                                 | Fé nas Maluca | Indicado  | [ 6 ]  |
| 2023 | Prêmio Potências                           | Videoclipe do Ano                                | Fé nas Maluca | Indicado  | [ 7 ]  |
| 2023 | Video Prisma Awards                        | Mejor Video LATAM                                | Fé nas Maluca | Venceu    | [ 8 ]  |
| 2023 | WME Awards                                 | Videoclipe do Ano                                | Fé nas Maluca | Venceu    | [ 9 ]  |
| 2024 | Grammy Latino de 2024                      | Melhor Interpretação Urbana em Língua Portuguesa | Fé nas Maluca | Indicado  | [ 10 ] |